# Лангенбах (Бавария)
Лангенбах (нем. Langenbach) — община в Германии, в земле Бавария.
Подчиняется административному округу Верхняя Бавария. Входит в состав района Фрайзинг.
По данным на 31 декабря 2015 года:
- территория — 2689,38 га;
- население — 3887 чел.;
- плотность населения — 144,53 чел./км²;
- землеобеспеченность с учётом внутренних вод — 6918,91 м²/чел.

До 1 января 1994 года община входила в состав административного сообщества Лангенбах.

## Население
По оценке на 31 декабря 2015 года население общины составляет 3887 человек.
| Дата      | 1840 | 1871 | 1900 | 1925 | 1939 | 1950 | 1961 | 1970 | 1987 | 2011 |
| --------- | ---- | ---- | ---- | ---- | ---- | ---- | ---- | ---- | ---- | ---- |
| Население | 945  | 1015 | 1167 | 1273 | 1102 | 1557 | 1366 | 1670 | 2667 | 3869 |

| Год       | 1960 | 1970 | 1980 | 1990 | 2000 | 2009 | 2010 | 2011 | 2012 | 2013 | 2014 | 2015 |
| --------- | ---- | ---- | ---- | ---- | ---- | ---- | ---- | ---- | ---- | ---- | ---- | ---- |
| Население | 1347 | 1715 | 2418 | 2887 | 3663 | 3910 | 3910 | 3867 | 3870 | 3891 | 3886 | 3887 |